# Seraucourt-le-Grand
 Seraucourt-le-Grand  là một xã ở tỉnh Aisne, vùng Hauts-de-France thuộc miền bắc nước Pháp.